# Phlegra
Phlegra är ett släkte av spindlar som beskrevs av Simon 1876. Phlegra ingår i familjen hoppspindlar.

## Dottertaxa tillPhlegra, i alfabetisk ordning[1][2]
- Phlegra abessinica
- Phlegra albostriata
- Phlegra amitaii
- Phlegra andreevae
- Phlegra arborea
- Phlegra atra
- Phlegra bairstowi
- Phlegra bicognata
- Phlegra bifurcata
- Phlegra bresnieri
- Phlegra caboverdensis
- Phlegra carinata
- Phlegra certa
- Phlegra chrysops
- Phlegra cinereofasciata
- Phlegra crumena
- Phlegra desquamata
- Phlegra dimentmani
- Phlegra dunini
- Phlegra etosha
- Phlegra fasciata
- Phlegra ferberorum
- Phlegra flavipes
- Phlegra fulvastra
- Phlegra fulviventris
- Phlegra fulvotrilineata
- Phlegra gagnoa
- Phlegra hentzi
- Phlegra imperiosa
- Phlegra insulana
- Phlegra jacksoni
- Phlegra karoo
- Phlegra kulczynskii
- Phlegra langanoensis
- Phlegra levis
- Phlegra levyi
- Phlegra lineata
- Phlegra logunovi
- Phlegra loripes
- Phlegra lugubris
- Phlegra memorialis
- Phlegra micans
- Phlegra mirabilis
- Phlegra moesta
- Phlegra msilana
- Phlegra nitidiventris
- Phlegra nuda
- Phlegra obscurimagna
- Phlegra palestinensis
- Phlegra particeps
- Phlegra parvula
- Phlegra pisarskii
- Phlegra pori
- Phlegra procera
- Phlegra profuga
- Phlegra proxima
- Phlegra pusilla
- Phlegra rogenhoferi
- Phlegra rothi
- Phlegra samchiensis
- Phlegra sapphirina
- Phlegra semipullata
- Phlegra shulovi
- Phlegra sierrana
- Phlegra simoni
- Phlegra simplex
- Phlegra sogdiana
- Phlegra solitaria
- Phlegra soudanica
- Phlegra stephaniae
- Phlegra suaverubens
- Phlegra swanii
- Phlegra tenella
- Phlegra tetralineata
- Phlegra theseusi
- Phlegra thibetana
- Phlegra tillyae
- Phlegra touba
- Phlegra tristis
- Phlegra varia
- Phlegra v-epigynalis
- Phlegra yaelae
- Phlegra yuzhongensis